# استان بوفا
استان بوفا (به لاتین: Boffa Prefecture) یک منطقهٔ مسکونی در گینه است که در ناحیه بوکه واقع شده‌است. استان بوفا ۵٬۰۵۰ کیلومتر مربع مساحت و ۲۱۲٬۵۸۳ نفر جمعیت دارد.